# Treo
Treo är en receptfri värktablett som tillverkas och marknadsförs i Sverige och Danmark av Meda OTC, dotterbolag till Meda AB. Dess aktiva substanser är acetylsalicylsyra och koffein. Tabletten är en brustablett som ska lösas upp i vatten, vilket ger ett snabbt upptag och snabb effekt. Övriga ämnen som ingår i läkemedlet är natriumvätekarbonat, citronsyra, natriumdokusat och natriumbensoat.
Det finns även i en receptbelagd variant, Treo Comp, som ytterligare förstärker den smärtstillande verkan med hjälp av kodein.

## Källhänvisningar
1. ↑  "Treo". NE.se. Läst 10 november 2014.